# 한상대 (법조인)
한상대(韓相大, 1959년 1월 28일 ~ )는 대한민국의 제38대 검찰총장을 역임한 법조인이다.

## 학력
- 보성고등학교
- 고려대학교 법학 학사
- 고려대학교 대학원 법학 석사
- 서던메소디스트 대학교 데드먼법과대학원 법학 석사

## 주요 경력
- 제23회 사법시험 합격(사법연수원 13기 수료)
- 청주지방검찰청 충주지청장
- 수원지방검찰청 형사부장
- 법무부 인권과장
- 법무부 국제법무과장
- 서울지방검찰청 형사부장
- 부산지방검찰청 1~2차장
- 인천지방검찰청 1차장
- 광주고등검찰청 차장검사
- 법무부 법무실장
- 법무부 검찰국장
- 서울고등검찰청 검사장
- 서울중앙지방검찰청 검사장
- 2011년 8월 ~ 2012년 11월 검찰총장[1]
- 2013년 9월 고려대학교 법학전문대학원 초빙교수
- 2013년 9월 ~ : 한반도 인권과 통일을 위한 변호사모임
- 2015년 한상대 법률사무소 변호사
- 법무법인 광화 고문
- 2017년 11월 ~ 2023년 3월 BGF 사외이사
  - BGF 내부거래위원회 위원장
  - BGF 사외이사후보추천위원회 위원
- 2018년 8월 ~ 2028년 8월 학교법인 서강대학교 이사
- 2020년 2월 ~ 2023년 2월 가톨릭꽃동네대학교 감사
- 2020년 3월 ~ CJ ENM 사외이사
  - CJ ENM 감사위원회 위원
  - CJ ENM 보상위원회 위원
  - CJ ENM 사외이사후보추천위원회 위원
  - CJ ENM ESG위원회 위원
- 앞서가는시민들의모임 발기인
- 2022년 10월: 제14회 2022 서울석세스대상 조직위원회 집행위원장
- 재단법인정진석장학재단 이사

## 검찰총장 인사청문회

### 병역 사항
고려대 법대 재학시절인 1980년 5월 ‘1을종 현역병 입영대상’으로 판정을 받았다가 1981년 5월에 대학원 진학을 이유로 입영기일과 징병검사를 연기했으며, 사법시험 합격 뒤인 1982년 5월 ‘수핵탈출증(디스크) 수술’을 이유로 ‘병종 제2국민역’ 판정을 받았다.

### 위장 전입
한 후보자의 부인과 두 자녀는 각각 1998년 5월, 2002년 9월에 용산구 서빙고동에서 용산구 이촌동으로 주소지를 옮긴 것으로 나타났다. 위장전입 덕에 큰 딸은 이촌1동에 있는 중학교에 입학했고 이후 모 외고에 진학한 뒤 아버지와 같은 고려대를 나왔다. 둘째 딸은 그러나 성악을 희망, 일반중학교가 아닌 예술계중학교에 진학하는 바람에 위장전입 두 달 만인 같은 해 11월 주소를 다시 서빙고동으로 옮겼다. 한 내정자는 이같은 사실을 시인하며 "딸이 친한 친구와 함께, 같은 이웃학교에 다니고 싶다고 해서 아내가 주소를 이전했던 것"이라고 군색한 변명을 했다. 그는 그러나 "부동산 투기 등 다른 사유는 전혀 없다"며 자녀 진학을 위한 위장전입은 문제될 게 없다는 인식을 드러내면서도 "결과적으로 위장전입을 한 것이 돼 송구스럽게 생각한다"고 말했다.

#### 다운계약서 의혹
김학재 의원은 한 후보자가 서울 행당동 대지를 2006년 공시지가의 4분의 1 수준으로 매각한 것을 두고 ‘다운 계약서’ 의혹을 제기했다. 한 후보자는 “모친이 관리한 땅이라 계약서 작성에 관여하지 않았다”고 말했다. 한 후보자는 고교 동창이 운영하는 벤처회사의 비상장주식 1000주를 500만원에 매입했다가 2000만원에 팔아 수익을 냈다는 주장에 대해선 “실제론 주식을 2000만원에 구입했다. 500만원에 산 것으로 돼 있는 것은 해당 회사에서 회계편의상 액면가로 세무신고를 했기 때문”이라고 해명했다. 그러면서 땅 매도 당시 부동산 매매계약서, 토지측량 도면, 토지 매수자의 사실확인서를 공개했다.

#### 부동산 투기 의혹
조선일보는 2011년 7월 21일자 6면 <권재진·한상대, 같은 시점에 제주 한동네 오피스텔 샀었다>는 기사를 통해 한상대 후보자의 부동산 투기 의혹을 제기했다. 경향신문은 2011년 7월 21일자 1면 <한상대 후보 양도세 탈루 의혹>이라는 기사에서 "한상대 검찰총장 후보자가 서울시내 도시개발구역으로 지정된 땅을 다운계약으로 헐값에 팔아 양도소득세를 탈루했다는 의혹이 20일 제기됐다"고 보도했다.
한상대 검찰총장은 취임사에서 "오늘 검찰총장으로 취임하면서 이 땅에 3대 전쟁을 선포하고자 한다"며 "하나는 부정부패와의 전쟁이고, 둘째는 종북좌익세력과의 전쟁이며, 마지막으로는 우리 내부의 적과의 전쟁"이라고 '전쟁'이란 표현을 연거푸 사용했다. 또한 "이 땅에 북한 추종세력이 있다면 이는 마땅히 응징되고 제거되어야 합니다. 그것이 우리의 통일 기반을 마련하는 첩경인 것입니다. 다시 한 번 공안역량을 정비하고, 일사불란한 수사체제를 구축하여 적극적인 수사활동을 전개해야 할 것입니다. 종북주의자들과의 싸움에서는 결코 외면하거나 물러서는 일이 있어서는 안 될 것입니다." 그리고는 "북한을 추종하며 찬양하고 이롭게 하는 집단을 방치하는 것은 검찰의 직무유기"라고 덧붙였다. 경향신문은 칼럼에서 "반기문 유엔 사무총장이 인도적 대북 식량지원을 촉구했습니다. 반 총장은 종북좌익세력인가요, 아닌가요. 노동, 경제, 반(反)복지 정책 등에 대해 정부를 비판하고 견제하고 감시하면 누구는 괜찮고, 누구는 종북세력입니까"라며 한상대의 발언을 비판했다.